# Žimutice
Žimutice – wieś i gmina w Czechach, w powiecie Czeskie Budziejowice, w kraju południowoczeskim. Według danych z dnia 1 stycznia 2014 liczyła 592 mieszkańców.
Urodził się tu biskup czeskobudziejowicki Šimon Bárta.